# Коростовичі
Коросто́вичі — село в Україні, в Бурштинській міській громаді Івано-Франківського району Івано-Франківської області. Населення становить 502 особи (станом на 2001 рік). Село розташоване на півночі Івано-Франківського району, за 47,63 кілометра від районного і обласного центру. фізична відстань до Києва — 421,9 км.

## Географія
| Клімат Коростовичів     | Клімат Коростовичів | Клімат Коростовичів | Клімат Коростовичів | Клімат Коростовичів | Клімат Коростовичів | Клімат Коростовичів | Клімат Коростовичів | Клімат Коростовичів | Клімат Коростовичів | Клімат Коростовичів | Клімат Коростовичів | Клімат Коростовичів | Клімат Коростовичів |
| Показник                | Січ.                | Лют.                | Бер.                | Квіт.               | Трав.               | Черв.               | Лип.                | Серп.               | Вер.                | Жовт.               | Лист.               | Груд.               | Рік                 |
| Середній максимум, °C   | −0,9                | 0,6                 | 5,8                 | 13,5                | 19,3                | 22,5                | 23,8                | 23,3                | 19,1                | 13,2                | 6,1                 | 1,1                 | 12,3                |
| Середня температура, °C | −3,9                | −2,3                | 2,1                 | 8,6                 | 13,9                | 17,2                | 18,4                | 17,8                | 14,0                | 8,6                 | 3,1                 | −1,4                | 8,0                 |
| Середній мінімум, °C    | −6,8                | −5,1                | −1,5                | 3,8                 | 8,6                 | 11,9                | 13,1                | 12,4                | 8,9                 | 4,1                 | 0,1                 | −3,8                | 3,8                 |
| Норма опадів, мм        | 32                  | 32                  | 35                  | 51                  | 79                  | 93                  | 96                  | 73                  | 55                  | 39                  | 38                  | 48                  | 665                 |
| ----------------------- | ------------------- | ------------------- | ------------------- | ------------------- | ------------------- | ------------------- | ------------------- | ------------------- | ------------------- | ------------------- | ------------------- | ------------------- | ------------------- |
| Джерело:                |                     |                     |                     |                     |                     |                     |                     |                     |                     |                     |                     |                     |                     |

## Археологія
У 2016 році на околиці села знайшли поховання воїна пшеворської культури, характерної трупоспаленням, складенням кісток до керамічного горщика і пошкодженням зброї. Особливо цінними знахідками були римський меч «Гладіус» і бронзовий казан.

## Історія
Згадується 1444 року в книгах галицького суду.
За Королівською люстрацією 1565 року в селі налічувались 16 господарів, 9 загородників і піп (отже, була й церква).
У 1939 році в селі проживало 910 мешканців (820 українців-грекокатоликів, 75 українців-римокатоликів, 15 євреїв).
Українці Коростович (як і решти сіл) окупаційний польський уряд піддавав жорстокому терору, який обернувся відповіддю в 1944 р. проти сусідньої польської колонії Людвиківка.
6 вересня 2009 року в урочищі Людвиківка представниками польських організацій було здійснено освячення відновлених могил на місці колишнього польського цвинтаря та встановленого пам'ятного хреста з табличкою провокаційного змісту.
Школа закрита 02.09.2014.

## Населення
Станом на 1989 рік у селі проживали 534 особи, серед них — 235 чоловіків і 299 жінок.
За даними перепису населення 2001 року у селі проживали 502 особи. Рідною мовою назвали:
| Мова       | Кількість осіб | Відсоток |
| ---------- | -------------- | -------- |
| українська | 502            | 100,00 % |

### Мовні особливості
У селі побутує говірка наддністрянського говору. До «Наддністрянського реґіонального словника» внесено такі слова та фразеологізми, вживані у Коростовичах:
- меливо (зерно, призначене на помел)[13].

## Політика
Голова сільської ради — Борис Іван Степанович, 1959 року народження, вперше обраний у 2015 році. Інтереси громади представляють 12 депутатів сільської ради:
| Партія        | Кількість депутатів | Відсоток |
| ------------- | ------------------- | -------- |
| самовисування | 12                  | 100,00 % |

На виборах у селі Коростовичі працює окрема виборча дільниця, розташована в приміщенні клубу. Результати виборів:
- Парламентські вибори 2002: зареєстровано 413 виборців, явка 87,17 %, найбільше голосів віддано за Блок Віктора Ющенка «Наша Україна» — 84,44 %, за Виборчий блок Юлії Тимошенко — 8,06 %, за Комуністичну партію України — 1,94 %. В одномандатному окрузі найбільше голосів отримав Роман Ткач (Блок Віктора Ющенка «Наша Україна») — 46,39 %, за Богдана Чорнописького (самовисування) — 12,50 %, за Богдана Клюка (самовисування) — 11,94 %[17].
- Вибори Президента України 2004 (перший тур): 368 виборців взяли участь у голосуванні, з них за Віктора Ющенка — 91,03 %, за Віктора Януковича — 1,90 %, за Олександра Мороза — 1,63 %[18].
- Вибори Президента України 2004 (другий тур): 355 виборців взяли участь у голосуванні, з них за Віктора Ющенка — 98,03 %, за Віктора Януковича — 1,97 %[19].
- Вибори Президента України 2004 (третій тур): зареєстровано 390 виборців, явка 94,10 %, з них за Віктора Ющенка — 98,37 %, за Віктора Януковича — 0,82 %[20].
- Парламентські вибори 2006: зареєстровано 395 виборців, явка 83,29 %, найбільше голосів віддано за блок Наша Україна — 57,75 %, за Блок Юлії Тимошенко — 25,84 %, за Соціалістичну партію України — 3,65 %[21].
- Парламентські вибори 2007: зареєстровано 388 виборці, явка 89,43 %, найбільше голосів віддано за Блок Юлії Тимошенко — 48,13 % за блок Наша Україна — Народна самооборона — 45,53 %, за Всеукраїнське об'єднання «Свобода» — 2,31 %[22].
- Вибори Президента України 2010 (перший тур): зареєстровано 383 виборці, явка 84,07 %, найбільше голосів віддано за Юлію Тимошенко — 49,69 %, за Віктора Ющенка — 21,74 %, за Арсенія Яценюка — 12,11 %[23].
- Вибори Президента України 2010 (другий тур): зареєстровано 385 виборців, явка 92,99 %, з них за Юлію Тимошенко — 92,46 %, за Віктора Януковича — 5,87 %[24].
- Парламентські вибори 2012: зареєстровано 364 виборці, явка 78,85 %, найбільше голосів віддано за Всеукраїнське об'єднання «Свобода» — 41,81 %, за Всеукраїнське об'єднання «Батьківщина» — 39,02 % та УДАР — 9,76 %.[25] В одномандатному окрузі найбільше голосів отримав Володимир Купчак (Всеукраїнське об'єднання «Батьківщина») — 48,81 %, за Миколу Круця (самовисування) — 18,43 %, за Дмитра Симака (самовисування) — 11,95 %[26].
- Вибори Президента України 2014: зареєстровано 367 виборців, явка 87,74 %, з них за Петра Порошенка — 69,88 %, за Юлію Тимошенко — 13,98 %, за Олега Ляшко — 7,45 %[27].
- Парламентські вибори в Україні 2014: зареєстровано 359 виборців, явка 82,45 %, найбільше голосів віддано за «Народний фронт» — 48,31 %, за Блок Петра Порошенка — 17,57 % та Всеукраїнське об'єднання «Свобода» — 8,78 %.[28] В одномандатному окрузі найбільше голосів отримав Роман Вірастюк (Народний фронт) — 20,62 %, за Михайла Довбенка (Блок Петра Порошенка) проголосували 18,56 %, за Василя Кіндія (Об'єднання «Самопоміч») — 12,37 %[29].
- Вибори Президента України 2019 (перший тур): зареєстровано 340 виборців, явка 77,35 %, найбільше голосів віддано за Юлію Тимошенко — 31,18 %, за Петра Порошенка — 20,53 %, за Анатолія Гриценка — 15,97 %[30].
- Вибори Президента України 2019 (другий тур): зареєстровано 339 виборців, явка 73,45 %, найбільше голосів віддано за Володимира Зеленського — 59,44 %, за Петра Порошенка — 38,55 %[31].